# Yael Braudo-Bahat
Yael Braudo-Bahat (hebreu: יעל ברוידא-בהט)  (1976) és una activista per la pau israeliana, acadèmica i actual codirectora de Women Wage Peace.

## Carrera professional
Després d'una llicenciatura en dret i comptabilitat, Braudo-Bahat va obtenir el seu màster en dret, amb una tesi sobre el dret sobre la lactància materna. Va obtenir un doctorat en dret per la Universitat de Tel-Aviv, especialitzada en dret de família, feminisme i història del dret. La seva tesi doctoral es va centrar en les organitzacions de dones israelianes a les primeres dècades d'Israel i la seva activitat per garantir els drets a la propietat de les dones.
Braudo-Bahet ha estat professora externa a la Universitat de Tel-Aviv i editora adjunta de la revista Theoretical Inquiries in Law. Des del 2017 fins al 2018, Braudo-Bahat va ser professora visitant d'estudis d'Israel a la Universitat de York al Canadà.

## Activisme
Braudo-Bahat i la seva companya activista per la pau Vivian Silver van fundar Women Wage Peace (WWP) juntes el 2014. L'organització compta amb més de 50.000 membres. Subratllant la importància de les dones en el procés de pau, el WWP busca una solució política negociada al conflicte palestino-israelià. Des del 2021 col·labora amb un moviment germà palestí, Women of the Sun. Al febrer de 2023, Braudo-Bahat era la codirectora de l'organització. Com a membre de Women Wage Peace, Braudo-Bahat ha criticat les polítiques governamentals que restringeixen l'entrada d'activistes palestins a Israel, i la guerra continuada del 2023 entre Israel i Hamàs.
Braudo-Bahat ha estat entrevistada per ABC News, France 24, i Here & Nowde NPR sobre la resposta del moviment per la pau a la guerra Israel-Hamas del 2023.
Vivian Silver, citada per Braudo-Bahat com a mentora de Women Wage Peace a qui devia molt, va ser assassinada per Hamàs en el seu atac a Israel el 7 d'octubre de 2023.

## Reconeixements
El novembre de 2023, Braudo-Bahat va ser nomenada a la llista de les 100 dones de la BBC.

## Publicacions
- Braudo-Bahat, Yael «Towards a Relational Conceptualization of the Right to Personal Autonomy» (en anglès). American University Journal of Gender, Social Policy & the Law, 25(2), 20-04-2016, pàg. 111-154.